# 逆立ちすれば答えがわかる
「逆立ちすれば答えがわかる」（さかだちすればこたえがわかる）は、日本の音楽グループであるTHE BOOMが1990年7月21日に発表した5枚目のシングル。
ミュージック・ビデオでは、宮沢和史始めメンバーが特殊メイクと衣装を身にまとい、亀等のコスプレをしている姿を見ることができる（MVは、DVD「Cilps+」に収録）。

## 収録曲
全作詞・作曲：宮沢和史
1. 逆立ちすれば答えがわかる
2. 中央線
1996年、19枚目のシングルとして発売された。